# روكافورتي موندوفي
روكافورتي موندوفي هيبلدية (كوميون) في مقاطعة كونيو في منطقة بيدمونت الإيطالية، وتقع على بعد نحو 80 كيلومتر (50 ميل) جنوب تورينو ونحو 20 كيلومتر (12 ميل) جنوب شرق كونيو.
تقع روكافورتي موندوفي على حدود البلديات التالية: بريغا ألتا، تشيوسا دي بيسيو، فرابوزا سوتانا، ماليانو ألبي، أورميا، بيانفي، فيلانوفا موندوفي.